# Церковь Святого Иоанна (Виттен)
Церковь Святого Иоанна (нем. Johanniskirche) — протестантско-лютеранская церковь, расположенная в центре вестфальского города Виттен; современное здание было построено в 1214 году на месте церкви-предшественницы, возведённой в IX—X веках; Йоханнискирхе является самым старым зданием города и памятником архитектуры.

## История и описание
Церковь Святого Иоанна возникла в 1214 году как приходская церковь города Виттен, освященная в честь Иоанна Крестителя и Дионисия Парижского. Благодаря раскопкам в окрестностях церкви, местные историки и краеведы доказали, что на месте сегодняшнего храма уже в IX—X веках стояла церковь — вероятно, небольшая часовня. С введением Реформации в Виттене, в 1582 году, Йоханнискирхе стала протестантской церковью.
Зальных храм с трехсторонним хором и башней-колокольней с западной стороны стоит на обнесенной стеной террасе, расположенной над площадью городского рынка. Современное барочное здание, построенное в 1752 году, стоит на романском фундаменте. Здание было расширено к востоку в 1856 году. После разрушения во время Второй мировой войны, в 1952 года в развалинах был обустроен новый храм — его витражи были созданы по проекту Эгона Штольтерфота (Egon Stolterfoht, 1912—1986). Купол колокольни был заново поставлен в 1953 году. Внутреннее убранство храма отличается простотой интерьера. Сегодня на церковной башне располагаются четыре колокола.